# 노인을 위한 나라는 없다
《노인을 위한 나라는 없다》는 미국의 소설가이자 미국 현대 문학을 대표하는 사람 중 한명인 코맥 매카시(Cormac McCarthy)가 쓴 소설이다.
코맥 매카시는 2007년 퓰리처상을 수상했고 코맥 매카시의 원작 소설 노인을 위한 나라는 없다 바탕으로 코엔 형제가 동명의 영화를 제작하였다. 코맥 매카시의 작품을 원작으로 한 영화는 제80회 아카데미 시상식에서 작품상과 감독상, 각색상, 남우조연상까지 4개 부문을 석권해 최다 수상작으로 꼽혔다.

## 줄거리
주인공인 모스는 죽은 사람과 죽어가는 사람만이 남아 있는 사막의 살육 현장에서 거액이 담긴 돈가방을 발견해 집으로 가져오고 그 가방을 발견한 순간부터 모스는 사이코패스 살인마인 안톤 시거라는 추격자에게 쫓기며 도주를 시작한다. 이 사건을 수사하는 보안관 벨은 과거와 현재, 그리고 미래를 음울하게 바라본다.